# 黃色殺手
《黃色殺手》（義大利語：Giallo）是一部由達利歐·阿基多执导，阿德里安·布罗迪、艾曼纽·塞涅和埃尔莎·帕塔奇主演的2009年意大利恐怖铅黄电影。
这部电影在上映时受到了负面评价，而布罗迪因未收到片酬而对电影提起了诉讼，这或许是该电影最为人知的事情之一。

## 剧情
意大利，都灵：法国空姐琳达和意大利裔美国侦探恩佐·阿沃尔菲联手寻找琳达的妹妹塞琳。塞琳是一名模特，被一名连环杀手绑架。这位杀手被称为“黄色”（意大利语中为“Giallo”），他在无牌出租车里绑架漂亮的外国女性。在给她们下药后，杀手开始肢解并最终谋杀她们。他拍摄下自己的行为，以便这些照片能够带给他个人的性满足。
恩佐接到一个同事的电话，发现一个亚洲女性的尸体位于教堂附近的一个喷泉外。他们发现她还活着，并开始说日语。恩佐和琳达开始寻找翻译员，后者告诉他们这位女孩正在向菩萨祈祷，然后不断重复“黄色”。他们去了停尸间，琳达意识到杀手的脸可能是黄色的，验尸官告诉恩佐，黄色皮肤是肝脏病的症状，所以杀手可能在等待新的肝脏移植。
他们去医院找到了“黄色”，但他逃脱了。恩佐发现他叫弗拉维奥·沃尔佩，并得知他的地址。“黄色”开始用刀折磨塞琳，当她开始辱骂他时，他割掉了她的一个手指。恩佐闯入“黄色”的公寓，但发现里面空无一物，充满了酷刑工具。
恩佐告诉琳达他为什么成为警察：很久以前，10岁的恩佐目睹了他的母亲被一个本地肉贩谋杀，她欠他钱。五年后，恩佐在肉贩的店里杀死了他，而莫里警官知道他为什么这样做。莫里将他当作自己的儿子一样收养了。恩佐一直保存着他用来杀死肉贩的刀，作为他成为警察的提醒。恩佐还告诉琳达，“黄色”可能是一个憎恨美丽女性的连环杀手，因为他有缺陷。
在整部电影中，恩佐和琳达找到了更多的受害者和关于凶手是谁以及他为什么折磨她们的线索。一个起源故事展示了“黄色”的母亲是一名妓女，把儿子送到一个教堂领养，在那里，孤儿们开始欺负他。塞琳试图逃离“黄色”，但被捉住。就在他准备勒死她的时候，塞琳告诉他她很有钱，会奖励他钱财。
“黄色”闯入琳达的公寓，要求赎金以安全送还塞琳。电影以恩佐和“黄色”在一家酒店进行枪战结束。“黄色”试图逃脱，但从天窗摔到大堂地板上，立即死亡。警察在他的公寓搜查塞琳，但找不到她。他们还试图在“黄色”带走受害者的废弃煤气厂找到她。
琳达开始责怪恩佐杀死她的妹妹，同时称他自私和无情，因为“黄色”将告诉她妹妹的位置。恩佐试图说服琳达，“黄色”作为杀手是不可信任的。告诉她这一点后，他离开，而琳达继续责备他。巧合的是，在巡逻停车场时，一名警察听到了塞琳试图引起注意的声音，她被捆绑并塞在“黄色”的车后备箱里。